# Halotti beszéd és könyörgés

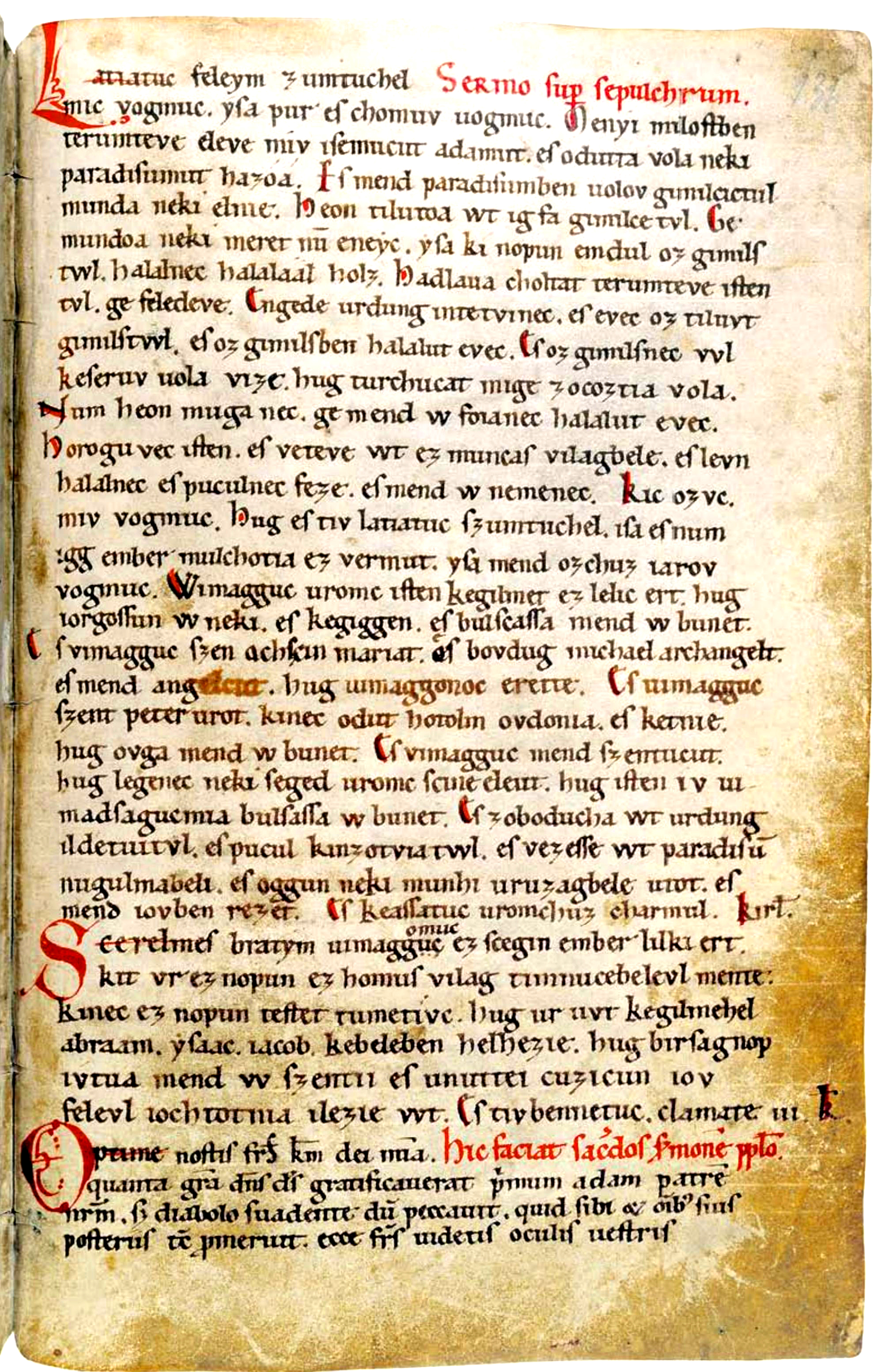
A halotti beszéd eredeti szövege a Pray-kódex 136. lapján Az egyházi szertartáskönyvbe másolt, magyar nyelven írt vendégszöveget tartalmazó lap szövegtörzse két részből áll: egy 26 soros temetési beszédből és egy „Scerelmeſ bratým” kezdetű, 6 soros könyörgésből (oratio)

A Halotti beszéd és könyörgés a legkorábbi latin betűs magyar nyelvű szövegemlék.
A hívő sírjánál elmondható nemzeti nyelvű beszéd-minta ebben a korban csak német nyelvterületen maradt fenn. Magyarországon a temetési beszéd, a sermones (sermo super sepulchrum – beszéd a sír fölött) gyakorlata feltehetőleg német befolyásra honosodott meg.
Keletkezése 1192 és 1195 közöttre tehető, III. Béla uralkodásának végére, egy latin nyelvű egyházi könyvben, az úgynevezett Pray-kódexben található, amit valószínűleg a Borsod vármegyei Boldván, az Árpád-kori bencés monostorban írtak. A kódex latin nyelven írt szövege a sacramentarium (miséző pap könyörgéseit tartalmazó szerkönyv), a 135. lapon fejeződik be, a régi magyar írással készült magyar szöveg a 136. lapon maradt fenn.
Első felfedezését Schier Xystus Ágoston-rendi szerzetesnek tulajdonítják, ez azonban vitatott. Nyilvánosan elsőként Pray György jezsuita szerzetes számolt be róla 1770-ben, egy hétsoros szemelvényt tett közzé. Pray átadta a szöveget rendtársának, Sajnovics Jánosnak, aki épp a lapp–magyar nyelvrokonságra keresett bizonyítékokat. Teljes szövegét ő publikálta 1771-ben. A szöveg eredetije jelenleg az Országos Széchényi Könyvtár Kézirattárában van.

## Szerkezete
Két részből áll: egy 26 soros temetési beszédből és egy 6 soros hivatalos egyházi szöveg fordításából, amely egy könyörgés.
A temetési beszéd a kódex következő oldalán található latin szöveg szabad fordítása, a könyörgés pedig a néhány oldallal előrébb található latin szöveg pontos fordítása. Összesen 190 magyar szót őrzött meg.
A szöveget másolták, tehát feltételezhető, hogy már korábban is létezett. A másolás helye egy Szent János titulusú bencés monostor volt, ennek helye azonban ismeretlen. Állandósulás is feltételezhető, Horváth János Károly Róbert temetésének krónikabeli leírásában talált párhuzamot. Állandósulhatott, mert szövegére gyakran szükség volt, erre utal, hogy papi szertartásrendben maradt fenn, nem pedig prédikációk között.
A halotti beszéd és könyörgés európai viszonylatban is jelentős, a halotti beszédek műfaja ugyanis csak a reformáció idején vált általánossá.

## Szövege
A kódexíró az eredeti szöveg tagolására két jelölést használt, 
pontokat és a nagybetűs mondatkezdetet.
Halotti beszéd (Sermo sup[er] sepulchrum, azaz Beszéd a sír felett)
| Eredeti szöveg | Egykori olvasat | Értelmezés |
| Latiatuc feleym ʒumtuchel mic vogmuc. ýſa pur eſ chomuv uogmuc. Menýi miloſtben terumteve eleve mív iſemucut adamut. eſ odutta vola neki paradiſumut haʒóá. Eſ mend paradiſumben uolov gimilcíctul munda nekí elnie. Heon tilutoa wt ig fa gimilcetvl. Ge mundoa nekí meret nū eneẏc. ẏſa kí nopun emdul oʒ gimilſ twl. halalnec halaláál holʒ. Hadlaua choltat terumteve iſten tvl. ge feledeve. Engede urdung intetvinec. eſ evec oʒ tiluvt gimilſtwl. eſ oʒ gimilſben halalut evec. Eſ oʒ gimilſnec wl keſeruv uola viʒe. hug turchucat mige ʒocoʒtia vola. Num heon muga nec. ge mend w foianec halalut evec. Horoguvec iſten. eſ veteve wt eʒ muncaſ vilagbele. eſ levn halalnec eſ puculnec feʒe. eſ mend w nemenec. Kic oʒvc. miv vogmuc. Hug eſ tiv latiatuc ſʒumtuchel. iſa eſ num igg ember mulchotia eʒ vermut. yſa mend oʒchuʒ iarov vogmuc. Wimagguc uromc iſten kegilmet eʒ lelic ert. hug iorgoſſun w neki. eſ kegiggen. eſ bulſcaſſa mend w bunet. Eſ vimagguc ſʒen achſcin mariat. eſ bovdug michael archangelt. eſ mend angelcut. hug uimaggonoc erette. Eſ uimagguc ſʒent peter urot. kinec odut hotolm ovdonia. eſ ketnie. hug ovga mend w bunet. Eſ vimagguc mend ſʒentucut. hug legenec nekí ſeged uromc ſcine eleut. hug iſten ív ui- madſagucmia bulſaſſa w bunet. Eſ ʒoboducha wt urdung ildetuitvl. eſ pucul kinzotviatwl. eſ veʒeſſe wt paradiſū nugulmabeli. eſ oggun neki munhi uruʒagbele utot. eſ mend iovben reʒet. Eſ keaſſatuc uromchuʒ charmul. Kirł. | Látjátuk feleim szümtükhel, mik vogymuk: isȧ, por ës homou vogymuk. Mënyi milosztben terömtevé elevé miü isëmüköt Ádámot, ës aduttȧ valá neki pȧrȧdicsumot hȧzoá. Ës mënd pȧrȧdicsumben valou gyimilcsëktűl mondá neki élnië. Hëon tilutoá űt igy fá gyimilcsétűl. Gye mondoá neki, mérët nüm ënëik : isȧ, ki napon ëmdöl az gyimilcstűl, hȧlálnek hȧláláȧl holsz. Hȧdlȧvá holtát terömtevé Istentűl, gye feledevé. Engedé ürdüng intetüinek, ës ëvék az tilvot gyimilcstűl. Ës az gyimilcsben hȧlálut evék. Ës az gyimilcsnek úl keseröü valá vizë, hugy turkokȧt migé szakasztja valá. Nüm hëon mogánek, gye mënd ű fajánek hȧlálut ëvék. Haraguvék Isten, ës vetevé űt ez munkás világ belé: és lëün hȧlálnek ës pukulnek fëszë, ës mënd ű nemének. Kik azok? Miü vogymuk. Hugy ës tiü látjátuk szümtükhel: isȧ, ës nüm igy embër múlhatjȧ ez vermöt, isȧ mënd azhuz járou vogymuk. Vimádjuk Uromk Isten këgyilmét ez lélekért, hugy jorgasson ű neki, ës kegyigy-gyën, ës bulcsássȧ mënd ű bűnét! Ës vimádjok szen[t] ȧhszin Máriát és boudog Miháël ȧrhȧngyëlt ës mënd ȧngyëlkot, hugy vimádjanak érëttë! Ës vimádjok szent Pétër urat, kinek adot hatalm oudaniȧ ës këtnië, hugy oudjȧ mënd ű bűnét! Ës vimádjok mënd szentököt, hugy lëgyenek neki segéd Uromk színë eleüt, hugy Isten iü vimádságok miá bulcsássȧ ű bűnét! Ës szobadohhȧ űt ürdüng ildetüitűl ës pukul kínzatujátúl, ës vezessë űt pȧrȧdicsum nyugalmȧ belí, ës adjon neki münyi uruszág belé utat ës mënd jouben részët! Ës kíássátuk Uromkhuz hármúl: kyrie eleison! | Látjátok, feleim, szemetekkel, mik vagyunk: íme, por és hamu vagyunk. Mennyi malasztban (kegyelemben) teremté kezdetben [Úr] mi ősünket, Ádámot, és adta vala neki paradicsomot házzá. És mind[en] paradicsomban való gyümölcsöktől monda neki élnie. Csupán tiltá őt egy fa gyümölcsétől. De mondá neki, mért ne ennék: „Bizony, [a]ki napon eendel az[on] gyümölcstől, halálnak halálával halsz”. Hallá holtát teremtő Istentől, de feledé. Engede ördög intetének, és evék az[on] tiltott gyümölcstől, és az[on] gyümölcsben halált evék. És az[on] gyümölcsnek oly keserű vala leve, hogy torkát megszakasztja vala. Nem csupán magának, de mind[en] ő fajának halált evék. Haraguvék Isten, és veté őt ez munkás világba: és lőn halálnak és pokolnak martaléka, és mind[en] ő nemének. Kik azok? mi vagyunk. [A]hogy is ti látjátok szemetekkel: Bizony, egy ember sem kerülheti el ez vermet, bizony, mind ahhoz járó vagyunk. Imádjuk Urunk Isten kegyelmét e lélekért, hogy irgalmazzon őneki, és kegyelmezzen, és bocsássa mind[en] ő bűnét! És imádjuk Szent Asszony Máriát és Boldog Mihály arkangyalt és mind[en] angyalokat, hogy imádjanak érte! És imádjuk Szent Péter urat, akinek ad[at]ott hatalom oldania és kötnie, hogy oldja mind[en] ő bűnét. És imádjuk mind[en] szenteket, hogy legyenek neki segedelmére Urunk színe előtt, hogy Isten ő imádságuk miá bocsássa ő bűnét! És szabadítsa őt ördög üldözésétől és pokol kínzásától, és vezesse őt paradicsom nyugalmába, és adjon neki mennyországba utat, és mind[en] jóban részt! És kiáltsátok Urunkhoz háromszor: kyrie eleison! (uram, irgalmazz!) |

A halotti beszéd könyörgése (oratio)

A halotti beszéd  könyörgése (oratio)
| Eredeti szöveg | Egykori olvasat | Értelmezés |
| Scerelmeſ bratým uimagguc [javítás fölötte: omuc] eʒ ſcegin ember lilki ert. kit vr eʒ nopun eʒ homuſ vilag timnucebelevl mente. kinec eʒ nopun teſtet tumetívc. hug ur uvt kegilmehel abraam. ẏſaac. iacob. kebeleben helheʒie. hug birſagnop iv́tua mend w ſʒentíí eſ unuttei cuzicun iov felevl iochtotnia ileʒie wt. Eſ tiv bennetuc. Clamate III. K̄. | Szerelmes brátim! vimádjomuk ez szëgín embër lilkíért, kit Úr ez napon ez hamus világ timnücë belől menté, kinek ez napon testét tömetjök; hugy Úr űt këgyilméhel Ábrȧám, Izsák, Jȧkob kebelében helhezjë; hugy bírságnap jutvá mënd ű szentëi ës ünüttei küzëkön jou felől johtatniȧ íleszjë űt! Ës tiü bennetük. Clamate ter: kyrie eleison! | Szerelmes Testvéreim! imádjunk e szegény ember lelkéért, [a]kit Úr e napon e hamis világ tömlöcéből mente, [a]kinek e napon testét temetjük, hogy Úr őt kegyelmével Ábrahám, Izsák, Jákob kebelében helyezze, hogy bírságnap jutva mind[en] ő szentei és kiválasztottai között jobb felől iktatnia élessze fel őt! És tibennetek. Clamate ter: kyrie eleison! |

## Tudnivalók
A karoling minuszkulával írt (a betűk kapcsolás nélkül követik egymást) szöveg tökéletesen olvasható, állaga lehetővé teszi csaknem az összes betű egyértelmű azonosítását. A díszítés legegyszerűbb módját alkalmazta a kódexíró, az úgynevezett rubrikálást (rubricare, latin rubrum ’vörös’), azaz a szöveg egyes részeit vagy aláhúzta vörös színnel, vagy eleve azzal írta. Az olvasás mégis nehéz, mivel nem tudjuk, hogy az adott latin betűt pontosan milyen hang vagy hangok jelölésére alkalmazták. Ennek oka az, hogy a 24 betűs, erősen redukálódott latin hangzókészlethez keletkezett latin betűk épp csak feleannyian vannak, mint a magyar nyelvben akkoriban meglévő hangok. Másképp fogalmazva: a latin ábécében a korabeli magyar hangzókészlet felének nincs megfelelője.
A latinban nem létező hangok: á, é, c, j, ly, ny, ty, ö, ü, s, zs, dzs (a preklasszikus latinban f sem volt), és talán még néhány olyan hang, ami eredetileg részét alkotta a nyelvnek, de ki nem írt volta miatt teljesen kikopott az elmúlt ezer évben.
A halotti beszédet lejegyző írnok látható és érzékelhető módon küzdött azzal, hogy milyen betűket alkalmazzon. Ezt mutatja, hogy a többször előforduló szavaknál alig van egyező alak. Kirívó példája a gyümölcs-ként azonosított szó, ami nem véletlen, hiszen a rendelkezésére álló betűkből csak az m és az l hangot tudta problémamentesen lejegyezni. Ennek fordított megközelítésével azt is állítják egyesek, hogy a szöveg némi archaizálás mellett a mai nyelven olvasandó és semmiféle bizonyítékot nem ad arra vonatkozóan, hogy a magyar nyelv az elmúlt ezer évben mennyit alakult, változott, fejlődött. Ezen értelmezések szerint a zumtuchel szó például egyáltalán nem szümtükhel alakban olvasandó, hanem így: szemetekkel. (Sz hang hiánya, rögzületlen, ráadásul talán félrehallott zárt e, a kk hang ch írásmódja a kiforratlan helyesírás miatt.)
Ebből adódóan mind az olvasatban, mind az értelmezésben vannak bizonytalanságok, amelyek más, egykorú nyelvemlékek szakszerű vizsgálatával pontosíthatók. Felhasználható például az 1310-ben keletkezett gyulafehérvári sorok, amelyben egy ferences rendi szerzetes a beszédére készülvén főbb témáit szedi pontokba: „Háborúságban valóknak kegyessége, élőknek öröksége, kórságban valóknak egéssége, szükségben valóknak bősége, éhezőnek elégsége. […]”
Nem szabad figyelmen kívül hagyni a 10 évvel korábban, 1300-ban született königsbergi töredéket sem: „Tugyuk, látjuk őt szűz leánynak, ki ölében tart csodáltos fiat, füröszti, mosja, eteti, emleti, úgy hogy anya szülöttét; de ki légyen néki atyja, azot nem tudhatjuk. Ez az Isten, mint őt ismerjük, kit szeplő nem illethet; mert ha Isten ő nem volna, ő benne bűnöt lelhetnénk.”
Ezen nyelvemlékek szókészletének részletes vizsgálatával a Halotti beszédről és annak keletkezéséről sokkal pontosabb képet kaphatunk.
A legújabb kutatási eredményeket is tükröző olvasatokat és értelmezéseket Benkő Loránd, valamint A. Molnár Ferenc foglalta össze.

## Lásd még
- Kosztolányi Dezső: Halotti beszéd
- Márai Sándor: Halotti beszéd
- Juhász Gyula: A halotti beszéd
- Durkó Zsolt: Halotti beszéd (oratórium)